# Ognjen Ilić
Ognjen Ilić (Servisch: Огњен Илић) (Aranđelovac, 21 november 1998) is een Servisch wielrenner.

## Carrière
Als tweedejaars junior werd Ilić, achter Veljko Stojnić, tweede op het nationale kampioenschap tijdrijden. Later dat jaar nam hij deel aan zowel het Europese als het wereldkampioenschap.
In 2019 werd Ilić nationaal kampioen tijdrijden bij de eliterenners. Later dat jaar werd hij onder meer vijfde in de Chrono des Nations bij de beloften. In 2020 nam hij voor het eerst als eliterenner deel aan het wereldkampioenschap: in de tijdrit eindigde hij op plek 47. Een jaar later werd hij voor de tweede maal nationaal kampioen en eindigde hij op plek 35 op het wereldkampioenschap in Vlaanderen. In 2022 werd hij, achter Rafael Reis en Enzo Paleni, derde in de tijdrit op de Middellandse Zeespelen en werd hij dertigste in de tijdrit op het wereldkampioenschap.

## Overwinningen
2019
 Servisch kampioen tijdrijden, elite
2021
 Servisch kampioen tijdrijden, elite
2022
 Tijdrit op de Middellandse Zeespelen
2023
 Servisch kampioen tijdrijden, elite
2024
 Servisch kampioen op de weg, elite

## Resultaten in voornaamste wedstrijden
|      | \| Jaar \| \| WK op de weg \| \| ---- \| \| ------------ \| \| 2022 \| \| opgave \| |              |
| Jaar |                                                                                     | WK op de weg |
| 2022 |                                                                                     | opgave       |

## Ploegen
- 2017 –  Dare Viator Partizan
- 2023 –  Borac Cacak
- 2024 –  Borac Cacak